# Thurlaston (Leicestershire)
Pour les articles homonymes, voir Thurlaston.
Thurlaston est un village et une paroisse civile du Leicestershire, en Angleterre. Il est situé dans le centre du comté, à une dizaine de kilomètres à l'ouest de la cité de Leicester. Administrativement, il relève du district de Blaby.

## Toponymie
Le toponyme Thurlaston fait référence à une ferme ou un village (tūn en vieil anglais) appartenant à un homme nommé Thorleifr. Il est attesté sous la forme Turlauestona en 1166.

## Démographie
Au recensement de 2011, la paroisse civile de Thurlaston comptait 807 habitants.